# Georges Sébastian
Pour les articles homonymes, voir Sebestyén et Sebastian.
György Sebestyén, francisé en Georges Sébastian, né le 17 août 1903 à Budapest (Hongrie) et mort le 12 avril 1989 à La Hauteville (France), est un chef d'orchestre hongrois naturalisé français.

## Biographie
Après avoir appris le piano et le violon, il se tourna vers la composition et étudia avec Leó Weiner, Zoltán Kodály et Béla Bartók à l’Académie royale de musique de Hongrie. En 1921, il fut engagé comme répétiteur à l'opéra d’État de Bavière, où il travailla pour Bruno Walter dont il devint l'assistant en 1922.
Il fut lors de la saison 1923-1924 chef assistant du Metropolitan Opera de New York. En Europe, il dirigea aux opéras de Hambourg et de Leipzig avant d’être premier chef du Städtische Oper Berlin (maintenant Deutsche Oper Berlin) de 1927 à 1930. Il fut ensuite directeur musical de l’orchestre philharmonique de la Radio de Moscou de 1931 à 1937, et créa en 1935 la version originale du Boris Godounov de Moussorgski.
Il revint en Amérique en 1938 et y resta pendant la Seconde Guerre mondiale ; il fut notamment en poste au San Francisco Opera et à l’orchestre philharmonique de Scranton.
Rentré en Europe après la guerre, il s’installa en France et se produisit régulièrement au théâtre national de l’Opéra et au théâtre national de l’Opéra-Comique. Il dirigea à l’Opéra lors des débuts de Maria Callas en 1958, de Renata Tebaldi en 1959 et de Leontyne Price en 1968. Il travailla également avec les ensembles de la radio publique, avec lesquels il enregistra les symphonies d’Anton Bruckner et Gustav Mahler.
La phonographie de Georges Sébastian comprend, entre autres, des enregistrements intégraux de Lakmé (1952), Thaïs (1952), Werther (1952) et Mignon (1953), ainsi que des extraits de Carmen (1946), des Troyens d'Hector Berlioz (1964) et des captations d’Elektra (1966) et de Salomé de Richard Strauss (1967), avec Anja Silja. Le gala de Maria Callas à l'Opéra en décembre 1958, diffusé en direct par la radio et la télévision, a également été publié en CD et en DVD.
Il est inhumé au cimetière de La Hauteville (Yvelines).

## Sources
- Alain Pâris, Le Dictionnaire des interprètes, éditions Robert Laffont, Paris, 1989  (ISBN 2-221-06660-X)